# Partage nucléaire

Zones exemptes d'armes nucléaires
États dotés de l'arme nucléaire
Partage nucléaire
Aucun, mais signataires du traité sur la non-prolifération des armes nucléaires

Le partage nucléaire (en anglais : « Nuclear sharing ») est un concept dans la politique de dissuasion nucléaire de l'OTAN , qui implique les pays membres sans armes nucléaires dans la planification de l'utilisation d'armes nucléaires par l'OTAN, et en particulier permet aux forces armées de ces pays de pouvoir déployer ces armes dans le cas de leur utilisation.

## Principe
Dans le cadre du partage nucléaire, les pays participants effectuent des consultations et prennent des décisions communes en matière de politique des armes nucléaires, d'entretien du matériel technique nécessaire à l'utilisation des armes nucléaires (y compris les avions capables de les déployer), et de stocker des armes nucléaires sur leur territoire. En cas de guerre, les États-Unis ont annoncé à leurs alliés de l'OTAN que le traité de non-prolifération ne serait plus en vigueur.

## OTAN
| Pays      | Base          | Estimation | Bombe |
| --------- | ------------- | ---------- | ----- |
| Belgique  | Kleine-Brogel | 10~20      | B61   |
| Allemagne | Büchel        | >=20       | B61   |
| Pays-Bas  | Volkel        | 10~20      | B61   |
| Italie    | Aviano        | 50         | B61   |
| Italie    | Ghedi         | 20 - >40 , | B61   |
| Turquie   | Incirlik      | 50~90      | B61   |
| 5 pays    | 6 bases       | 160~240    | B61   |

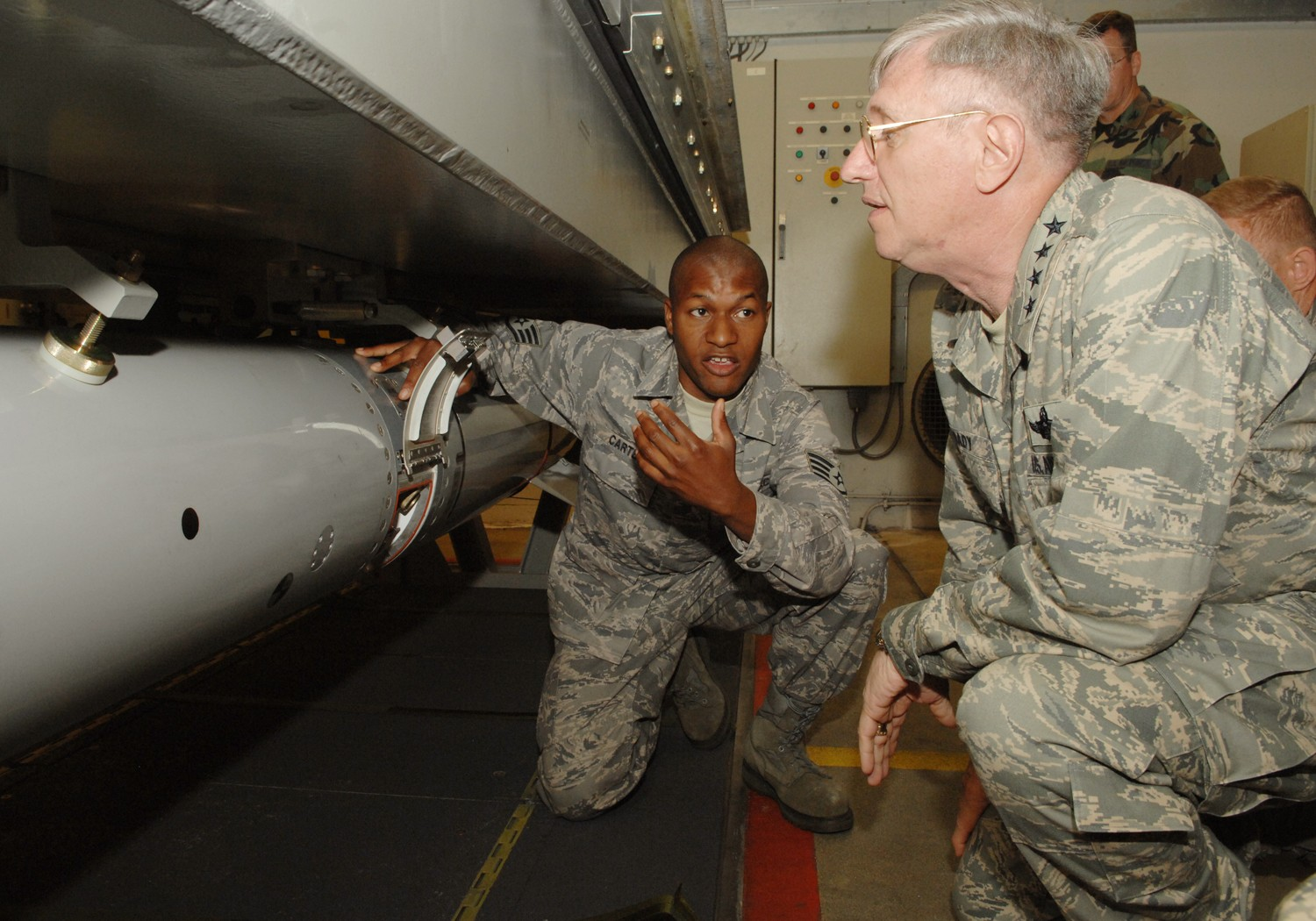
Un système de stockage d'armes nucléaires des États-Unis à la base aérienne de Volkel pour le stockage des armes déployées par les F-16 de l'armée de l'air royale néerlandaise

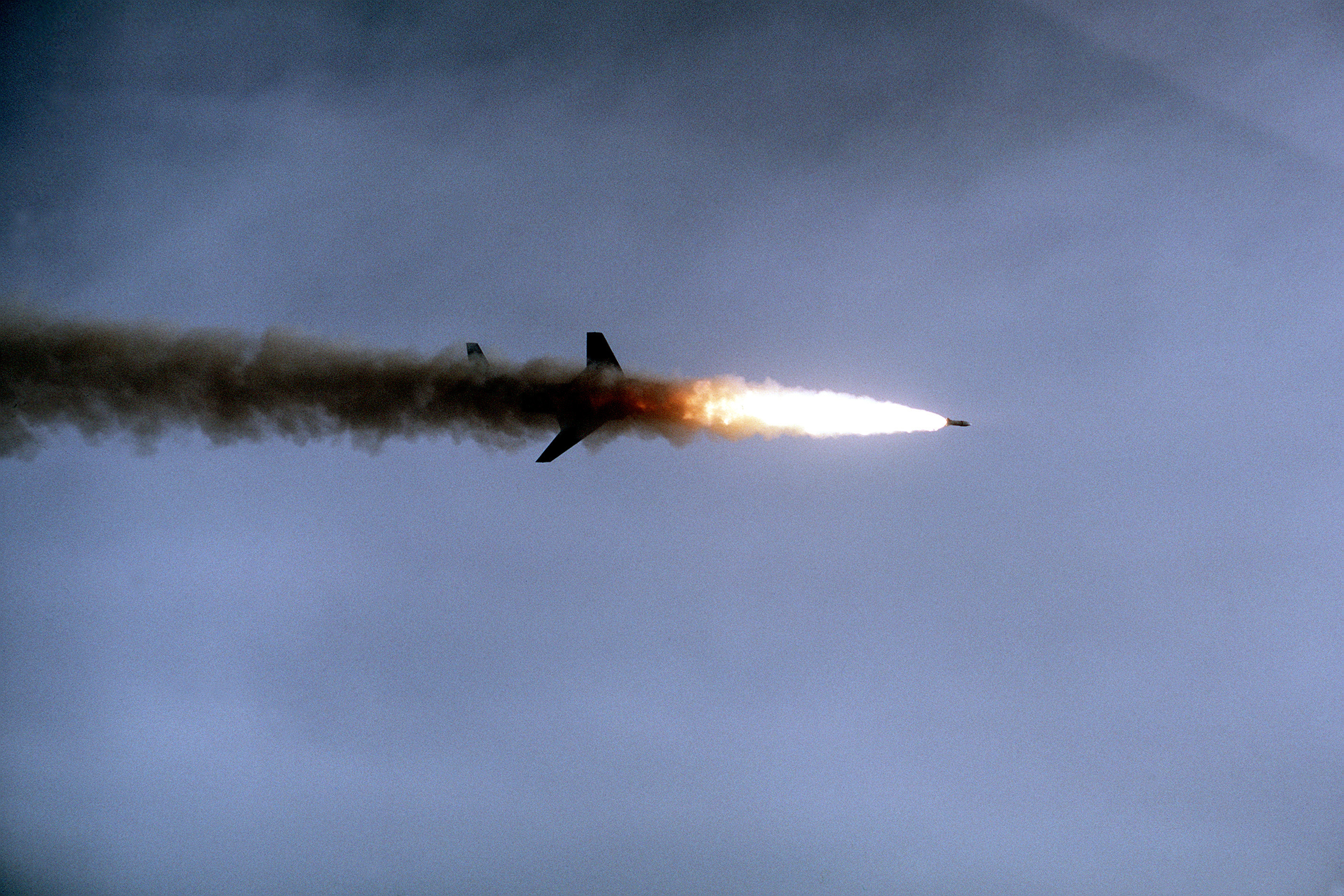
CF-101B canadien déployant une version inerte du missile air-air nucléaire AIR-2 Genie en 1982.

Parmi les trois puissances nucléaires de l'OTAN (France, Royaume-Uni et États-Unis), seuls les États-Unis sont connus pour avoir fourni des armes pour le partage nucléaire. En novembre 2009, la Belgique, l'Allemagne, l'Italie, les Pays-Bas et la Turquie abritent toujours des armes nucléaires américaines dans le cadre de la politique de partage nucléaire de l'OTAN,. Le Canada a accueilli des armes jusqu'en 1984, et la Grèce sur la base aérienne d'Araxos jusqu'en 2001,. Le Royaume-Uni a également reçu des armes nucléaires tactiques américaines telles que de l'artillerie nucléaire et des missiles Lance jusqu'en 1992 principalement déployés en Allemagne de l'Ouest, bien que le Royaume-Uni soit déjà une puissance nucléaire.
En temps de paix, les armes nucléaires stockées dans les pays non nucléaires sont gardées par des hommes de l'United States Air Force bien que précédemment certains systèmes d'artillerie et de missiles ont été gardés par des soldats de l'United States Army. Les codes du dispositif de sécurité et d'armement requis pour les armer restent sous contrôle américain. En cas de guerre, les armes doivent être installées sur les avions de guerre des pays participants. Les armes sont sous la garde et le contrôle d'escadron logistiques de l'US Air Force co-situées sur les bases principales de l'OTAN et travaillant en coopération avec les forces de la nation hôte.
En 2005, 180 des 480 bombes nucléaires tactiques B61 américaines estimé être déployées en Europe relèvent de l'entente sur le partage nucléaire. Les armes sont entreposées dans des hangars à avion renforcés à l'intérieur d'abri utilisant le Weapon Storage and Security System (en) de l'US Air Force. Les avions utilisés pour déployer ces armes sont des F-16 et des Panavia Tornado.
Historiquement, les vecteurs d'armes nucléaires partagés ne se limitent pas aux bombes. La Grèce a utilisé des missiles Nike-Hercules ainsi que des avions d'attaque A-7 Corsair II. Le Canada possédait des missiles nucléaires antiaériens CIM-10 Bomarc, des missiles surface-surface Honest John et le missile nucléaire air-air AIR-2 Genie ainsi que des bombes nucléaires tactiques pour le chasseur CF-104. Des missiles moyenne portée PGM-19 Jupiter ont été partagés avec des unités des armées de l'air italienne et turque avec des systèmes de double clés américaine permettant l'armement des ogives. Des missiles balistiques à portée intermédiaire PGM-17 Thor ont été déployés au Royaume-Uni avec des équipages de la RAF,. Une version étendue du partage nucléaire, la force multilatérale de l'OTAN (Multilateral Force (en)), était un plan visant à équiper les navires de surface des États membres de l'OTAN avec des missiles UGM-27 Polaris, mais le Royaume-Uni acheta les missiles Polaris et utilisa ses propres têtes, le plan d'équiper les navires de surface de l'OTAN a par la suite été abandonné à la suite des demandes soviétiques pour les négociations du Traité sur la non-prolifération des armes nucléaires. Seul l'Italie a converti le croiseur Giusseppe Garibaldi en 1961 mais il n'emporta jamais de missiles balistiques.
Après l'effondrement de l'URSS, les types d'armes nucléaires partagées au sein de l'OTAN ont été réduits à des bombes nucléaires tactiques déployées par les avions à double capacité.
La seule base nucléaire allemande depuis la guerre froide est situé dans la base aérienne de Büchel, près de la frontière avec le Luxembourg. La base dispose de 11 hangars de protection pour avions équipés d'abris WS3 pour le stockage des armes nucléaires (capacité maximum de 44). Il y a 20 bombes nucléaires B61 stockées sur la base pour déploiement par les bombardiers allemands PA-200 Tornado IDS de l'escadron JaBoG 33. En 2020, l'Allemagne cherche un nouvel avion pour remplacer le Tornado. Les aéronefs de Boeing (45 avions de type F/A-18E/F et EA-18G Growler) et 90 Eurofighters sont discutés en tant que remplaçants.
En Italie, environ 40 bombes nucléaires B61 (types 3, 4 et 7 avec une puissance maximale de 340 kt,) sont stockées dans la base aérienne de Ghedi. Elles peuvent être déployées par les bombardiers Panavia Tornado IDS et les AV-8B Harrier II. 
Après l’achat par l'AMI de 60 Lockheed Martin F-35 Lightning II de type A, la base Ghedi détiendra 60 armes atomiques. L'ancien président italien Francesco Cossiga a reconnu la présence d'armes nucléaires américaines en Italie, et spéculé sur la présence éventuelle d'armes nucléaires britanniques et françaises.
L’Italie bénéficiera également du nouveau modèle tactique-stratégique B61-12 à haute pénétration et précision.
Le 10 juin 2013, l'ancien Premier ministre néerlandais Ruud Lubbers a confirmé l'existence de 22 bombes nucléaires partagés dans la base aérienne de Volkel.
Selon la presse, les États membres d'Europe orientale de l'OTAN n'ont pas participé au retrait des bombes nucléaires partagées en Europe, craignant que cela ne montre un affaiblissement de l'engagement des États-Unis pour défendre l'Europe contre la Russie.
En mars 2025, le président polonais Andrzej Duda, appelle les États-Unis à transférer des armes nucléaires en Pologne, afin d’étendre la dissuasion américaine en Europe face à la Russie.

## Accords arabo-pakistanais
Les autorités occidentales pensent que l'Arabie saoudite et le Pakistan ont un accord dans lequel Islamabad fournirait à l'Arabie des ogives si la sécurité dans le golfe Persique était menacée. Un responsable occidental a déclaré au Times que Riyad pourrait avoir des têtes nucléaires dans un délai de quelques jours. L'ambassadeur du Pakistan en Arabie Saoudite, Mohammed Naeem Khan a déclaré que « le Pakistan considère la sécurité de l'Arabie saoudite non seulement comme une affaire diplomatique ou interne mais aussi comme une affaire personnelle ». Naeem a également déclaré que les dirigeants saoudiens considéraient que le Pakistan et l'Arabie saoudite n'étaient qu'un seul pays. Toute menace à l'Arabie Saoudite est également une menace pour le Pakistan. D'autres fournisseurs étaient également susceptibles d'entrer dans une guerre d'enchères si Riyad indiquait qu'elle cherchait des ogives nucléaires. L'Arabie saoudite et le Pakistan ont nié l'existence d'un tel accord. Des sources de renseignement occidentaux ont déclaré au Guardian que la monarchie saoudienne a financé jusqu'à 60 % du coût du programme nucléaire militaire du Pakistan, obtenant en contrepartie la possibilité d'acheter cinq à six têtes nucléaires. L'Arabie Saoudite dispose d'une infrastructure potentielle de déploiement à double usage dont des Tornado IDS, des F-15S et des missiles chinois à portée intermédiaire améliorés CSS-2 dont la précision est suffisante pour les ogives nucléaires, mais livré avec des têtes conventionnelles,.
En novembre 2013, diverses sources ont déclaré à BBC Newsnight que l'Arabie Saoudite avait investi dans des projets d'armes nucléaires au Pakistan et qu'elle pourrait obtenir des bombes nucléaires à volonté. Plus tôt dans l'année, un des principaux décisionnaires de l'OTAN a dit à Mark Urban, un journaliste diplomatique et militaire, qu'il avait vu des rapports de renseignement signalant que les armes nucléaires fabriquées au Pakistan au nom de l'Arabie saoudite seraient maintenant prêtes à être livrées. En octobre 2013, Amos Yadlin, un ancien chef du renseignement militaire israélien, a annoncé lors d'une conférence en Suède que si l'Iran avait la bombe, « les Saoudiens n'auraient pas à attendre un mois. Ils ont déjà payé pour la bombe, ils iraient au Pakistan et ramèneraient ce qu'ils devraient ramener ». En 2009, le roi Abdallah d'Arabie saoudite a mis en garde l'envoyé spécial des États-Unis au  Moyen-Orient Dennis Ross en affirmant que si l'Iran franchit la limite, « nous allons obtenir des armes nucléaires ». Le royaume a envoyé aux Américains de nombreux signaux de ses intentions. Gary Samore, qui jusqu'à mars 2013 était le conseiller sur la contre-prolifération du président Barack Obama, a déclaré à BBC Newsnight : « Je pense que les Saoudiens estiment qu'ils ont un accord avec le Pakistan qui, in extremis, leur permettrait de revendiquer l'acquisition d'armes nucléaires pakistanaises ».

### Réactions
Selon le Centre d'études stratégiques et internationales, think-tank basé aux États-Unis, le reportage de la BBC sur le partage nucléaire probable entre le Pakistan et l'Arabie saoudite est partiellement incorrect. Il n'y a aucune indication de la validité ou de la crédibilité des sources de la BBC et l'article s'étend sur ce qui constitue essentiellement une piste non vérifiée. En outre, si le Pakistan devait transférer des ogives nucléaires sur le sol saoudien, il est très peu probable qu'aucun des deux pays ne subisse des représailles internationales s'ils en venaient à un partage nucléaire selon des directives similaires à celle de l'OTAN. Un document de recherche produit en 2008 par le Comité spécial de la Défense de la Chambre des communes britannique affirme que tant que les accords de partage nucléaire actuels de l'OTAN restent en place, les États de l'OTAN n'auraient que peu de raisons valables de déposer plainte si un tel transfert devait se produire.

## Considérations vis-à-vis du traité de non proliférations des armes nucléaires
Le Mouvement des pays non-alignés et les critiques à l'intérieur de l'OTAN estiment que le partage nucléaire de l'OTAN a violé les articles I et II du Traité de non-prolifération nucléaire (TNP), qui interdisent le transfert et l'acceptation de contrôle direct ou indirect sur les armes nucléaires.
Les États-Unis insistent sur le fait que ses forces contrôlent les armes, et qu'aucun transfert des bombes nucléaires ou de contrôle sur elles n'est prévu « à moins que, et jusqu'à ce qu'une décision ait été prise d'entrer en guerre, au cours de laquelle le TNP ne serait plus de rigueur », il n'y aurait donc pas de violation du TNP. Cependant, les pilotes et autres membres du personnel des pays « non nucléaires » de l'OTAN pratiquent la manipulation et la livraison des bombes nucléaires américaines, et des avions de combat non-US ont été adaptés afin de déployer des bombes nucléaires, ce qui impliquerait le transfert de certaines informations techniques sur les armes nucléaires. Même si l'argument des États-Unis est considéré comme juridiquement correct, ces opérations en temps de paix semblent contrevenir à la fois à l'objectif et l'esprit du TNP pour certains détracteurs.
Au moment où le TNP a été négocié, les accords de partage nucléaire de l'OTAN étaient secrets. Ces accords ont été divulgués à certains États, y compris l'Union soviétique, qui ont négocié le traité avec les arguments de l'OTAN de ne pas les considérer comme prolifération. Cependant, la plupart des États qui ont signé le TNP en 1968 n'ont pas été au courant de ces accords et interprétations à cette époque.